# Adelina Ismajli
Adelina Ismajli (Pristina, 14 dicembre 1979) è una cantante kosovara.

## Biografia
Adelina Ismajli è una delle più apprezzate cantanti kosovare in Albania, Kosovo, Macedonia e Montenegro. Miss Kosovo nel 1997, è conosciuta particolarmente per la sua personalità controversa, che si riflette nei testi delle sue canzoni, e per essere una sex symbol, le cui provocazioni sessuali si esplicitano nei suoi video musicali e nelle sue performance trasmesse dalle televisioni locali albanesi.
I suoi successi sono stati venduti in molti paesi dell'area ex-Jugoslavia e negli Stati Uniti d'America.
Ha una sorella, di nome Zanfina Ismajli, anch'essa cantante.
Adelina Ismaili ha molti parenti in Svizzera Tedesca e in Macedonia del Nord
ha avuto pochi Live,tra cui molto pochi nel suo paese d’origine per le critiche ricevute nel suo modo di essere (testi e vestiti) visti molto eccessivi nella comunità Islamica del Kosovo dove è stata per le più volte minacciata di morte e/o di aggressione.

## Discografia

### Album
- 100% zeshkane (1995) mariglen
- Ushtrim time (1996)
- S'jam sex bomb (2000)
- Prej fillimit (2002)
- Mbreteresh e roberesh (2005)
- Diva (2007)
- BRAVO (2014)

### Collaborazioni
- 2019 – Qikat (Rina feat. Adelina Ismajli)
- 2019 - Amaneti (Adelina Ismaili feat. Skerdi Amaneti) Variante Remake